# Ichthyodes stictica
Ichthyodes stictica är en skalbaggsart som beskrevs av Stefan von Breuning 1948. Ichthyodes stictica ingår i släktet Ichthyodes och familjen långhorningar. Inga underarter finns listade i Catalogue of Life.